# UNDER FLOWER RECORDS
株式会社UNDER FLUNDERとは、1992年に田中謙次により東京にて設立された日本のインディーズ・レーベル。

## レーベル概要
- ギターポップ・ネオアコ・シューゲイザー・アノラックなどのバンドを集めコンピレーション・アルバムを作成したのが始まり。
- 創成期は恵比寿にてアンダーフラワーナイトという音楽イベントを定期的に開催していた。
- 本元UNDER FLOWER LABELの他に、ポップ寄りのPUSH BIKE LABEL、Giant-Robot、ヨシノモモコのPirozhiki Records、パンク寄りのNO-WONDER RECORDS、2006年新たに設立したTALK TALK RECORDS、近年は他社との提携レーベルPOPTOPがある。
- 基本的にジャンルを問わず社長本人が好きになったバンドをリリースするスタイル。

## 経歴
- 1992年、田中謙次により東京にて設立。
- 1994年、Sunny Day Serviceがレーベル初の単独リリース。レーベル内にGiant-Robotを設立。
- 2007年、15周年を迎え、記念イベントや復刻リリースなどが行われた。
- 2008年、社名を「UNDER FLOWER APARTMENT inc.」へ変更。
- 2009年、エイベックスの子会社・binyl recordsと業務提携。新たに"POPTOP"レーベルを設立する。

## 主なアーティスト
アルバムのリリースもしくはメジャー移籍など特筆すべき点のあるバンドを抜粋。
- サニーデイ・サービス（単独リリース・アーティスト1号。ミディへメジャー移籍し活躍後、2000年解散。曽我部恵一は自身のレーベルROSE RECORDSにて活動中）
- ZEPPET STORE（X JAPANのhideに誘われメジャーへ）
- N.G. Three　新井仁（ノーザン・ブライト、ロンロンクルー）
- 吉野桃子（サニチャー、Tirolean Tape、オートマチックスで活躍。1999年レーベル内にPirozhiki Recordsを立ち上げ自身でプロデュース業もこなす）
- JENKA　（ソニーでメジャー進出）
- bice（ポニーキャニオンでメジャー進出。徳間ジャパンを経てコロムビアミュージックエンタテインメントへ移籍。2010年死去）
- NONA REEVES（ワーナーミュージック・ジャパンでメジャー進出。コロムビアミュージックエンタテインメントを経て徳間ジャパンへ移籍）
- キマタツトム - ex.シャーペン
- PETE（テイチク傘下のスターランドレーベルからメジャーデビュー。FISHMANSやPLAGUESのオープニングアクトとして活躍後、解散）
- Shortcut miffy!
- Love Love Straw
- フィッシュバスケット
- Short Hair Front
- SOFTTOUCH
- Strawberry
- Summer Rhyme （ロードランナー・ジャパンでメ。2004年解散）
- ザ・ガールハント（レーベル最多リリースバンド）
- ASIAN KUNG-FU GENERATION（キューンミュージックでメジャー進出）
- BIG FAN - 現 SOCCER★SCHOOL
- リリックス - シュガーパニック - 現ナショヲナル
- ミーニーザー（2007年活動休止）
- Multi Colored Vox（2007年解散）
- C-999（avexでメジャー進出。POPTOP 第一弾アーティスト。2009年解散）
- BULLBONES（avex group傘下binyl records - POPTOP 第二弾アーティスト）
- talk to me（avex group傘下binyl records - POPTOP 第四弾アーティスト）
- snap（avex group傘下binyl records - POPTOP 第五弾アーティスト）
- カオマイルド
- namidacoat - ex.SWEEP
- Amy.
- Scruffy!
- solaris
- NUMBER.42
- NACANO

## 関係したアーティスト
- BEAT CRUSADERS - ボーカル日高が当時のバンドPESELA-QUESELA-INでコンピ参加
- ルミナスオレンジ - コンピ参加
- 髭（HiGE） - ドラマー佐藤が別バンドApple Scruffsで参加